# Mausoleo delle Fosse Ardeatine
Il Mausoleo delle Fosse Ardeatine, talvolta indicato anche come Sacrario o Memoriale, è un cimitero civile e militare oltre che complesso monumentale dedicato alla memoria delle vittime dell'eccidio delle Fosse Ardeatine e più in generale della guerra di liberazione italiana sito a Roma in via Ardeatina, 174, in zona Tor Marancia.
Il sito è gestito dall'Ufficio per la tutela della cultura e della memoria della difesa del Ministero della difesa, con cui collabora l'Associazione nazionale tra le famiglie italiane dei martiri caduti per la libertà della Patria (ANFIM). L'UTCMD si occupa anche di organizzare le cerimonie ufficiali e le visite guidate, queste ultime in collaborazione con l'ANFIM.

## Storia
All'indomani della liberazione di Roma, nell'autunno 1944 una delegazione delle famiglie delle vittime dell'eccidio delle Fosse Ardeatine si recò dal Presidente del Consiglio Ivanoe Bonomi, proponendo di bandire un concorso nazionale di architettura per la realizzazione di un monumento; in tale sede il governo italiano assunse l'impegno di realizzare un monumento a "perenne ricordo dei Martiri e di tutti i caduti della guerra di Liberazione" nel luogo scelto dalle truppe tedesche per la rappresaglia conseguente l'attentato partigiano di via Rasella. La Commissione per le Cave Ardeatine, istituita il 10 giugno 1944 e presieduta dal colonnello statunitense Charles Poletti, affidò all'amministrazione comunale il compito di bandire il concorso per la realizzazione del sacrario; il bando fu approvato dal Consiglio comunale il 15 gennaio 1945 con una scadenza fissata in 50 giorni e ai concorrenti fu richiesto, per mantenere l'anonimato, di contraddistinguere il progetto con un motto. Requisito principale per i progetti candidati era quello di apportare quante meno modifiche possibili agli ambienti, al fine di "rispettare i sentimenti che i luoghi ispirano"; al momento dell'indizione del concorso erano infatti in atto alcuni lavori di consolidamento delle gallerie, la cui tenuta strutturale era stata messa a dura prova sia dagli esplosivi fatti detonare dai tedeschi per nascondere i cadaveri sia dai frequenti allagamenti. Lo stato precario delle Cave Ardeatine aveva indotto anche a valutare un possibile spostamento delle salme in altri siti tra cui i vicini siti delle catacombe di San Callisto e del mausoleo di Cecilia Metella o presso le terme di Caracalla, la Domus Aurea o il tempio di Romolo.
La commissione giudicatrice, presieduta dal sindaco Filippo Andrea VI Doria Pamphili e composta tra gli altri da Luigi Piccinato, Enrico Tedeschi, Enrico Calandra, Aldo Della Rocca e, solo in un secondo momento e in rappresentanza dei familiari, da Gioacchino De Angelis d'Ossat dovette esaminare in tutto 11 progetti, presentati alla scadenza fissata per il 10 aprile 1945 ed esposti al pubblico in una mostra presso la Casa dei Cavalieri di Rodi:
- Apoteosi (Vittorio Alegiani e Mario Cavalleri)
- Giovine Italia (Giovanni Jacobucci)
- Per aspera ed astra (Franco Minissi)
- T.F.B. (Luigi Mainardi e Antonio Morroni)
- Le palme (Ildebrando Savelli e Francesco Pennisi)
- Pax (Augusto e Carlo Baccin)
- A tre (Beniamino Barletti, Cesare Ligini e Roberto Nicolini)
- Non dolet (Nicola Cantore, Nello Ena, Costantino Forelo e Gaetano Minnucci)
- U.G.A. (Giuseppe Perugini ed Uga de Plaisant[11])
- Passi sunt (Giorgio Scazzocchio)
- Risorgere (Nello Aprile, Cino Calcaprina, Aldo Cardelli, Mario Fiorentino e Francesco Coccia)

Tra i progettisti molti avevano una sorta di "legame" con l'eccidio: Savelli era figlio di Francesco Savelli, un ingegnere minerario del Partito d'Azione vittima della rappresaglia, così come i fratelli Baccini erano amici delle famiglie Di Porto e Azzarita; Scazzocchio e Fiorentino avevano origini ebraiche mentre Ena era detenuto fino a poco tempo prima nel carcere di Regina Coeli. I primi due furono scartati per una concezione generale definita "troppo povera" per quanto riguardava il progetto Apoteosi e "alquanto pretenziosa" per quanto riguardava il progetto Giovine Italia mentre ad altri progetti furono contestati diversi punti; la commissione si orientò quindi sulla "promozione" degli ultimi quattro progetti: Non dolet, U.G.A., Passi sunt e Risorgere, quest'ultimo il più apprezzato ma si optò per il bando di un concorso di secondo grado. La soluzione del concorso fu tuttavia aspramente criticata in un primo momento dalle associazioni dei familiari, che la giudicavano "sbrigativa e a buon mercato".
Nell'ambito degli sviluppi del concorso fu coinvolto anche il Ministro dell'assistenza postbellica Emilio Lussu, che tentò una mediazione tra amministrazione, progettisti e associazioni dei familiari; ad aggravare le tensioni tra le parti coinvolte vi fu anche il verificarsi di una frana all'interno delle Cave e l'eccessivo dilungarsi dei necessari lavori di consolidamento del sito. In questa fase il nodo principale per le associazioni dei familiari fu la sistemazione delle bare all'interno delle gallerie, soluzione ritenuta tecnicamente impossibile dall'amministrazione a causa dello stato precario in cui queste versavano, tanto che il concorso ne prevedeva la sistemazione all'esterno. Nel luglio 1946 la rivista Sacrificium, edita da una delle due principali associazioni di familiari delle vittime, presentò un altro progetto senza dichiararne l'autore (che si rivelerà essere in un secondo momento l'architetto Francesco Leoni) o il committente, descrivendolo come un edificio "con una concezione di tipo classicamente romano che ricorda tanto il Teatro di Marcello quanto il Mausoleo di Cecilia Metella e che ben s'inquadra nella regolarità delle curve collinari che s'intravedono ovunque negli orizzonti della campagna romana".
Il 2 settembre 1946 la commissione concluse il concorso di secondo grado dichiarando come vincitori a pari merito i progetti Risorgere ed U.G.A. (al quale si unì poi lo scultore Mirko Basaldella) ma data l'opposizione dei familiari delle vittime fu richiesta alle associazioni la formulazione di una nuova proposta progettuale. Per dirimere la controversia ci si rivolse alla Presidenza del Consiglio dei ministri, che nominò una nuova commissione composta dai sottosegretari dei Ministeri dei lavori pubblici e dell'assistenza postbellica oltre che dal Presidente della prima sezione del Consiglio superiore dei lavori pubblici. Nel frattempo il 2 febbraio 1947 le associazioni dei familiari e l'ANPI presentarono un nuovo progetto di sepoltura nelle gallerie, accolto dal Ministero dei lavori pubblici che ne affidò lo studio al Genio civile, predisponendo un disegno di legge per lo stanziamento di 70 milioni di lire (30 milioni in più rispetto a quanto previsto dal concorso).
Poco dopo il terzo anniversario dell'eccidio si giunse ad un punto d'incontro tra i progettisti vincitori del concorso comunale e le associazioni dei familiari: fu accolta la proposta di tumulare le vittime fuori terra ma fu anche approvato il collegamento tra l'ambiente di sepoltura, rimasto esterno, e il luogo vero e proprio dell'eccidio, ossia le gallerie delle Cave Ardeatine.
Ottenuto il consenso di tutte le famiglie, il nuovo progetto fu appoggiato dall'allora Ministro dei lavori pubblici Umberto Tupini ma si decise di scorporare le altre opere artistiche, che furono realizzate in un secondo momento. Il cantiere per la costruzione del mausoleo iniziò il 22 novembre 1947 ad opera dell'Impresa Eugenio Morandi, e furono stanziati ulteriori 130 milioni di lire, e l'intero complesso fu inaugurato il 24 marzo 1949, nel quinto anniversario dall'eccidio.
Successivamente furono banditi ulteriori concorsi per la realizzazione della cancellata d'ingresso al mausoleo, progettata da Mirko Basaldella ed ultimata nel 1951, di un gruppo scultoreo, realizzato in travertino da Francesco Coccia e intitolato Le tre età, e di un piccolo museo, progettato da Perugini.

## Descrizione
(La vedova del colonnello Giuseppe Cordero Lanza di Montezemolo sulle pagine del periodico Il Quotidiano del febbraio 1945)

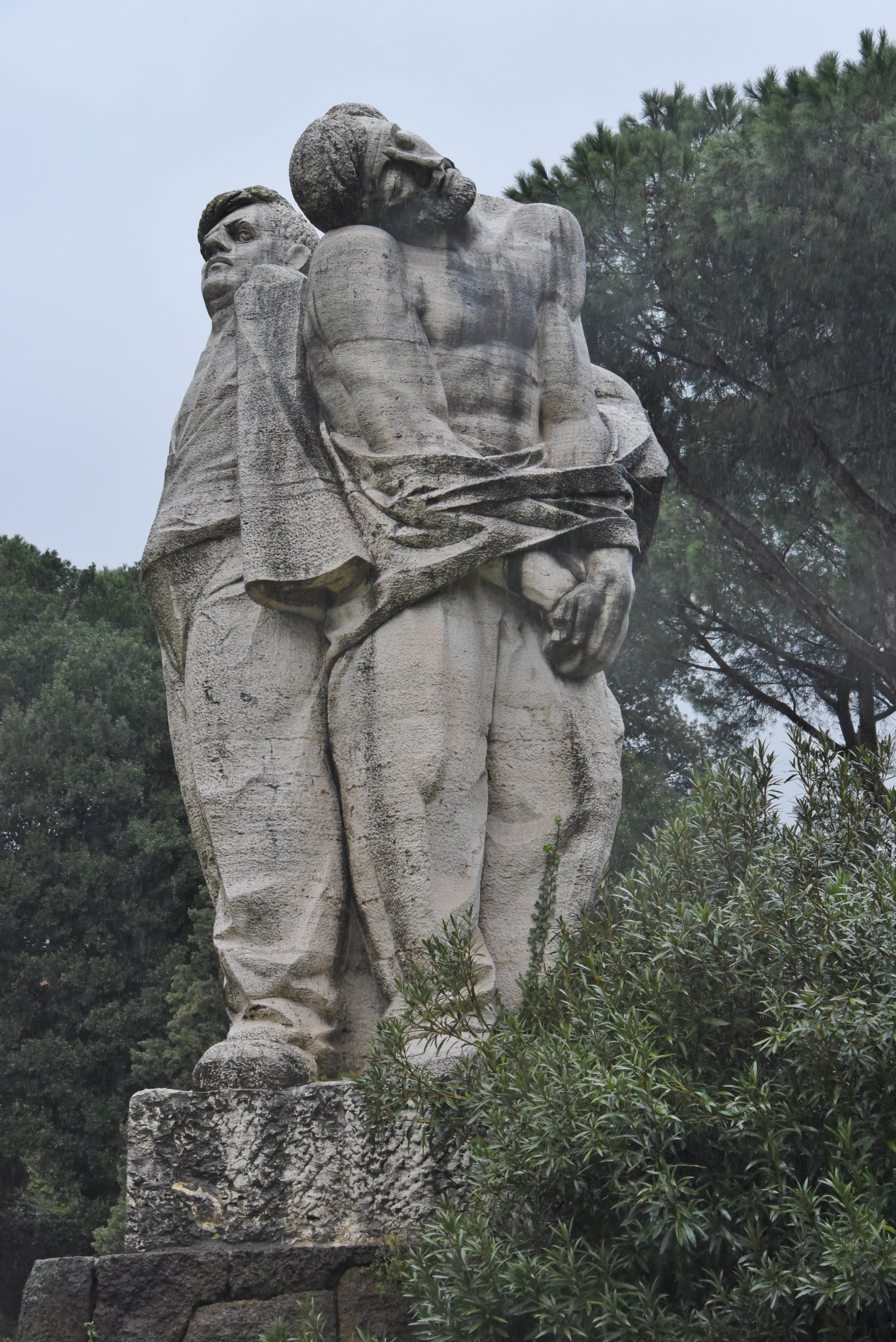
Le tre età di Francesco Coccia.

Il complesso del mausoleo è costituito dalle grotte delle Cave Ardeatine, dove è avvenuto materialmente l'eccidio, dal sacrario, dove sono custodite le salme, e dal percorso circostante che collega questi due siti attigui; l'intero sito è circondato da un muro rustico di pietra sperone.
L'ingresso è su via Ardeatina, 174 ed è contraddistinto da una cancellata in bronzo, realizzata in pieno stile espressionista da Mirko Basaldella e lunga circa 6 metri, che rappresenta un groviglio astratto di corpi martoriati; altri due esemplari simili più piccoli sono stati installati all'interno del complesso. Appena varcato l'ingresso è presente la scultura Le tre età, poggiata su un basamento in materiale lapideo-tufaceo proveniente da Monte Compatri e realizzata in travertino da Francesco Coccia, che rappresenta tre uomini (un giovane, un adulto ed un anziano) a richiamare il momento in cui le truppe naziste guidate da Herbert Kappler condussero le vittime all'interno delle Fosse Ardeatine prima di giustiziarle. Nel piazzale d'ingresso, dedicato ai caduti della strage di Marzabotto, sono visibili una croce cristiana e la stella di David, simboli rispettivamente del cristianesimo e dell'ebraismo.
All'ingresso delle grotte è posta una lapide che riporta l'elenco delle città italiane insignite della Medaglia d'oro al valor militare mentre all'interno delle gallerie che portano al sacrario sono presenti due voragini, aperte dagli esplosivi fatti detonare dai tedeschi, che ne interrompono l'oscurità. Sempre all'interno delle grotte è presente l'iscrizione:
Il sacrario è costituito da un monolite cavo in cemento armato a pianta rettangolare, con dimensioni 26,65×48,5×3,55 metri ed incassato per 2 metri nel suolo, lasciando una sottile asola di luce tra il basamento e la copertura, che rievoca la forma di una lapide monumentale; al suo interno sono presenti i 335 sacelli delle vittime dell'eccidio a cui si aggiunge un ulteriore sacello dedicato a tutti i "Martiri d'Italia" deceduti nell'ambito della guerra di liberazione. Tutte le tombe sono realizzate in granito e sono disposte su sette doppi filari disposti in base all'ordine di esumazione delle salme. Il soffitto è lievemente curvato, per ridurre l'effetto di compressione dello spazio e rievocando la sensazione di un peso incombente.
Alle spalle della lapide monumentale è presente il Museo dei cimeli, dedicato alla ricostruzione del contesto storico dell'eccidio attraverso la raccolta di documenti, cimeli e fotografie.

## Progetto
Il progetto definitivo per il Mausoleo delle Fosse Ardeatine, elaborato nel 1947, fu ampiamente documentato nel numero 18 della rivista «Metron», che all'epoca era il veicolo delle istanze dell'APAO . Gli architetti Giuseppe Perugini e Nello Aprile, con il coinvolgimento di Mario Fiorentino, furono i principali artefici di questa soluzione, sviluppata in un contesto emotivamente complesso e stimolante .
A tre anni dalla tragedia, la presenza delle 335 bare allineate e la costante vicinanza dei familiari delle vittime incisero profondamente sulle scelte progettuali. Il sito dell'eccidio, caratterizzato da un sistema di gallerie ipogee, presentava all'esterno un'ampia area aperta di circa 16.000 metri quadrati, con un'orografia variabile e prospiciente la via Ardeatina, oltre a essere punteggiato da insediamenti catacombali.
L'intervento progettuale si articola attorno a pochi elementi chiave. Un muro di pietra perimetra l'intero lotto di forma poligonale, piegando in corrispondenza dell'unico accesso stradale, con l'intento di recintare il luogo sacro. L'ingresso, una breccia nel muro larga circa 6 metri, è enfatizzato da due opere scultoree: un gruppo gigantesco in travertino chiaro di Francesco Coccia, raffigurante tre uomini legati per le mani a simboleggiare le vittime di ogni età e ceto sociale, e un cancello scorrevole in bronzo di Mirko Basaldella . Quest'ultimo è descritto come una grata dalle forme astratte e tormentate che, "come ordita di intrecci spinosi, associa nei suoi tratti il martirio delle vittime ai segni icastici della passione di Cristo" .
Superato l'ingresso, si accede a un piazzale antistante le gallerie, concepito per trasformare il visitatore in "un testimone della strage" . Il percorso è studiato per guidare chi si inoltra nelle gallerie, facendogli compiere inizialmente lo stesso tragitto delle vittime e conducendolo poi, dal punto dell'eccidio, verso il sacrario attraverso un'altra galleria .
All'interno dell'aula sepolcrale, i sarcofagi in pietra dei 335 martiri (di cui 70 ebrei) sono raggruppati in un unico complesso sotto un'unica grande lastra tombale. Questa è simbolicamente rappresentata dalla copertura di grande luce, l'unica opera costruita nell'intero intervento. Formalmente, si tratta di un parallelepipedo monolitico di ampie dimensioni, posizionato planimetricamente al centro di un terrapieno sulla sinistra del piazzale d'ingresso. La lastra, alta 3,55 metri e con uno sviluppo in pianta di 48,5 metri di lunghezza e 26,65 metri di larghezza, occupa una superficie di circa 1300 metri quadrati ed è sostenuta da sei appoggi disposti lungo i bordi maggiori .
La grande semplicità dei mezzi espressivi e l'assenza di elementi decorativi imposero, fin dalla fase progettuale, uno studio approfondito sui materiali, sul trattamento delle superfici e sui rapporti cromatici tra gli elementi. Furono condotti anche studi ottici per garantire che la sagoma del grande volume fosse leggibile interamente e senza distorsioni. La copertura, infatti, non solo è inclinata longitudinalmente per ovviare alle aberrazioni prospettiche dovute alla profondità, ma presenta anche una particolare sagoma concava nell'intradosso. Questo accorgimento, introdotto nella fase esecutiva, aveva lo scopo di rendere omogenea la percezione del bordo inferiore per un osservatore all'interno del sepolcro.
Una fessura tra l'intradosso della piastra e le pareti perimetrali dell'aula, percepibile come una lama di luce continua, è l'unico punto attraverso cui la luce naturale filtra all'interno dell'ampio ambiente ipogeo. La componente strutturale della copertura, sebbene primaria per la composizione del blocco, risulta invisibile esternamente, poiché celata da un rivestimento continuo che avvolge le parti in modo indifferenziato, conferendo un aspetto astratto e uniforme, volto a evocare la percezione di un masso monolitico, come estratto in un solo blocco da una gigantesca cava.